# 亞納毛拉斯火山
15°29′2″S 72°21′6″W / 15.48389°S 72.35167°W

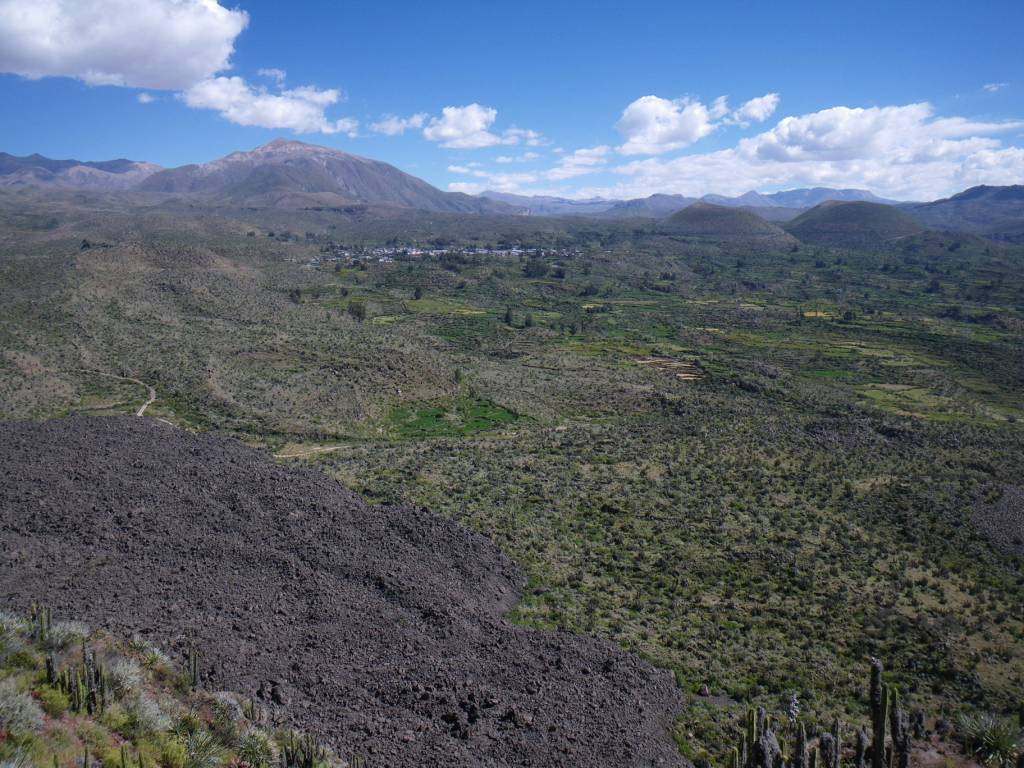

亞納毛拉斯火山（Yanamauras），是秘魯的火山，位於該國南部阿雷基帕大區的卡斯蒂利亞省，處於普卡毛拉斯火山西南面和蒂克索火山以東，屬於安第斯山脈的一部分，海拔高度約3,761米。